# Пиленко, Александр Александрович
Александр Александрович Пиленко (22 июня 1873, Гатчина — 21 марта 1956, Париж) — российский правовед, доктор международного права, специалист в области патентного и авторского права.

## Биография
Родился 22 июня 1873 года в Гатчине, близ Санкт-Петербурга.
Окончил Санкт-Петербургскую 8-ю гимназию с золотой медалью (1891) и юридический факультет Санкт-Петербургского университета (1896). По окончании университета был командирован в Европу. В предисловии к работе «Право изобретателя» Пиленко указывал, что «…оказалось отведенным иностранной судебной практике несколько больше места, чем это обыкновенно делается. И если я не принялся урезывать ex post этот элемент моей работы, то именно потому, что в самом ближайшем будущем я собираюсь воспользоваться данными настоящей работы для исследования в указанном выше направлении».
В 1900 году завершил работу над «Правом изобретателя». В этом же году он был приглашен в Петербургский университет по кафедре международного права. С 1900 года сотрудничал с «Новым временем» А. С. Суворина. Писал передовые статьи трижды в неделю, которые публиковались анонимно, либо под псевдонимом. Заведующий иностранным отделом редакции. Корреспондент «Нового времени» в Государственной Думе. Председатель Общества думских журналистов.
В 1911 году защитил докторскую диссертацию «Систематика частного права». С 1911 года гласный Санкт-Петербургской городской думы.
В октябре 1911 года, как знаток дуэльного кодекса, был приглашен главным редактором «Нового времени» М. А. Сувориным во время передачи капитаном Н. Н. Коломейцевым ему вызова на дуэль от В. Д. Набокова. А. А. Пиленко, как писала газета «Русское слово», «принял самое живое участие в происходивших объяснениях». На следующий день уже в качестве секунданта журналиста Н. В. Снессарева, чья заметка и была причиной вызова Набокова Суворину, вместе со вторым секундантом Е. А. Егоровым пытался передать вызов Снессарева Набокову. Но не был принят, так как Набоков счёл Снессарева недуэлеспособным.
Критически воспринял Октябрьскую революцию. С 1917 года находился в эмиграции (сначала — на Украине, затем перебрался во Францию).
Во Франции вёл активную преподавательскую деятельность, работая на русском отделении юридического факультета Парижского университета.
Продолжал заниматься журналистикой; интересовался законодательством Советского государства (статьи и очерки: «Критическое освещение новейших законодательных попыток советской власти. Протоколы съезда русских юристов». Берлин, 1924; «Монополия внешней торговли. Право Советской России». Прага, 1925; «Два часа в советском павильоне: Разговор с библиотекаршей, дающей объяснения» // Сегодня. 1937. 4 июля. N180. С. 2; «Разговор со „спецом“ по конституционному праву в советском павильоне: Письмо из Парижа»//Сегодня. 1937. 10 июля. N 186. С. 2 и т. д.)
Был учеником — и этим гордился — Ф. Ф. Мартенса.

## Научная деятельность
Фундаментальный труд в области патентного права — «Право изобретателя» (1900) — Александр Александрович написал в возрасте 27 лет.
Эта книга и поныне является наиболее авторитетным и полным исследованием в области теории патентного права. В этой работе автор проводит глубинный анализ отечественного и зарубежного опыта регулирования патентного права, проводит различие между правом из патента и правом на патент.
А. А. Пиленко вел активную публицистическую деятельность. Находясь в эмиграции, Пиленко написал десятки статей на политическую, экономическую и правовую тематику.

## Общественная деятельность
В эмиграции занимал ответственную должность в Исполнительном бюро Оргкомитета по созыву Зарубежного съезда (апрель 1926 г.)
Занимался научной публицистикой, журналистикой.

## Основные труды
- Международные литературные конвенции / [Соч.] Ал. Пиленко, студента С.-Петерб. ун-та. — Санкт-Петербург: тип. Мор. м-ва, 1894. — XIV, [2], 555 с.
- К вопросу о литературной конвенции / А. А. Пиленко. — Санкт-Петербург: тип. Правительствующего сената, 1898. — 38 с.
- Международные конгрессы 1900 г. — [Санкт-Петербург]: тип. спб. акц. общ. печ. дела Е. Евдокимов, ценз. 1900. — 76 с.
- Право изобретателя (привилегии на изобретения и их защита в русском и международном праве). Историко-догматическое исследование. — СПб.: Тип. М. М. Стасюлевича, 1902. — Т. 1. — XIV, [2], 495 с.
- Право изобретателя (привилегии на изобретения и их защита в русском и международном праве): Историко-догматическое исследование. — СПб.: Тип. М. М. Стасюлевича, 1903. — Т. 2. — XII, 392 с.
  - Право изобретателя / Ред. кол. тома : В. С. Ем, Т. В. Мальчикова; Вступит. ст. И. А. Зенина; Биограф. очерк В. С. Ема, Д. А. Ларионова. — М.: Статут, 2001. — 688 с. — (Классика российской цивилистики). — ISBN 5-8354-0054-3.
    - … — 2-е изд., испр. и доп. — М.: Статут: Консультант плюс, 2005. — 777, [1] с. ISBN 5-8354-0054-3
- Забастовки в средних учебных заведениях С.-Петербурга / 1, 2. Сводный доклад, составленный на основании опроса родителей и учителей. Материалы по истории движения в средних учебных заведениях / Сост. Ал. Пиленко. — Санкт-Петербург: Клуб обществ. деятелей, 1906. — XVI, 60, 163 с.
- Русские парламентские прецеденты : [Порядок делопроизводства в Гос. думе]. Вып. [1]-2 / Сост. Ал. Пиленко, прив.-доц. С.-Петерб. ун-та. — Санкт-Петербург: тип. т-ва «Обществ. польза», 1907—1908. — 2 т.
  - [Вып. 1]. — 1907. — 127 с.
  - Вып. 2. — 1908. — 176 с.
- Очерки по систематике частного международного права / Ал. Пиленко, проф. Александров. лицея. — Санкт-Петербург: тип. М. М. Стасюлевича, 1911. — [4], 444 с.
  - … — 2-е изд. — Петроград: тип. т-ва А. С. Суворина — «Новое время», 1915. — X, 416 с.
- Группа обновления в Спб. городской думе в 1910 году / Сост. гласный Ал. Пиленко. — Санкт-Петербург: тип. А. С. Суворина, 1911. — 48 с.
- Стародумцы и обновленцы / Сост. гласный Ал. Пиленко. — Санкт-Петербург: тип. А. С. Суворина, 1912. — 77 с.
- Около Болгарской войны: Дневник и сорок девять любит. фотографий / Ал. Пиленко. — [Санкт-Петербург]: Газ. «Вечер. время», 1913. — 218 с.